# Liste des députés de la neuvième législature du Landtag de Rhénanie-Palatinat
Cette liste présente les 100 membres de la 9e législature du Landtag de Rhénanie-Palatinat au moment de leur élection le 18 mars 1979 lors des élections régionales de 1979 en Rhénanie-Palatinat. Elle présente les élus du land et précise si l'élu a été élu dans le cadre d'une des 4 circonscriptions.

## Répartition des sièges

Répartition des sièges du Landtag de Rhénanie-Palatinat en 1979

| Parti | Parti                                        | Voix      | Voix  | Sièges  | Sièges        | Sièges | Sièges | Sièges |
| Parti | Parti                                        | Votes     | %     | Députés | +/-           |        |        |        |
| ----- | -------------------------------------------- | --------- | ----- | ------- | ------------- | ------ | ------ | ------ |
|       | Union chrétienne-démocrate d'Allemagne (CDU) | 1 094 480 | 50,10 | 51      | 4             |        |        |        |
|       | Parti social-démocrate d'Allemagne (SPD)     | 923 965   | 42,30 | 43      | 3             |        |        |        |
|       | Parti libéral-démocrate (FDP)                | 139 248   | 6,37  | 6       | 1             |        |        |        |
|       |                                              |           |       |         |               |        |        |        |
| Total | Total                                        | 2 211 862 | 100   | 100     | en stagnation |        |        |        |

## Élus
| Circonscription           | Nom                    |  | Parti |
| ------------------------- | ---------------------- |  | ----- |
| Troisième circonscription | Otto Bardong           |  | CDU   |
| Deuxième circonscription  | Franz Peter Basten     |  | CDU   |
| Quatrième circonscription | Kurt Beck              |  | SPD   |
| Troisième circonscription | Franz Josef Bischel    |  | CDU   |
| Troisième circonscription | Kurt Böckmann          |  | CDU   |
| Quatrième circonscription | Detlef Bojak           |  | SPD   |
| Quatrième circonscription | Gisela Büttner         |  | CDU   |
| Troisième circonscription | Hans-Dieter Busch      |  | CDU   |
| Première circonscription  | Hans Dahmen            |  | CDU   |
| Deuxième circonscription  | Werner Danz            |  | FDP   |
| Quatrième circonscription | Alois Dauenhauer       |  | CDU   |
| Première circonscription  | Karl Deres             |  | CDU   |
| Troisième circonscription | Anton Diehl            |  | SPD   |
| Deuxième circonscription  | Karl Diller            |  | SPD   |
| Quatrième circonscription | Klaus von Dohnanyi     |  | SPD   |
| Troisième circonscription | Hansjürgen Doss        |  | CDU   |
| Troisième circonscription | Helga Düchting         |  | SPD   |
| Deuxième circonscription  | Hermann Eicher         |  | FDP   |
| Première circonscription  | Helmut Fink            |  | SPD   |
| Première circonscription  | Johann Wilhelm Gaddum  |  | CDU   |
| Première circonscription  | Rudi Geil              |  | CDU   |
| Quatrième circonscription | Karl August Geimer     |  | CDU   |
| Troisième circonscription | Florian Gerster        |  | SPD   |
| Troisième circonscription | Georg Gölter           |  | CDU   |
| Quatrième circonscription | Rose Götte             |  | SPD   |
| Première circonscription  | Irene Goß              |  | SPD   |
| Deuxième circonscription  | Christoph Grimm        |  | SPD   |
| Quatrième circonscription | Peter Haberer          |  | CDU   |
| Quatrième circonscription | Bertram Hartard        |  | CDU   |
| Troisième circonscription | Roland Härtel          |  | SPD   |
| Troisième circonscription | Gernot Heck            |  | CDU   |
| Quatrième circonscription | Walter Heid            |  | CDU   |
| Deuxième circonscription  | Hans-Günther Heinz     |  | FDP   |
| Première circonscription  | Hans Helzer            |  | SPD   |
| Deuxième circonscription  | Jürgen Henze           |  | SPD   |
| Première circonscription  | Susanne Hermans        |  | CDU   |
| Troisième circonscription | Maria Herr-Beck        |  | CDU   |
| Quatrième circonscription | Walter Hitschler       |  | FDP   |
| Deuxième circonscription  | Heinrich Holkenbrink   |  | CDU   |
| Première circonscription  | Karl Hoppe             |  | CDU   |
| Quatrième circonscription | Dieter Hörner          |  | CDU   |
| Troisième circonscription | Helmut Hüther          |  | SPD   |
| Quatrième circonscription | Emil Wolfgang Keller   |  | CDU   |
| Quatrième circonscription | Hildegard Kerner       |  | SPD   |
| Première circonscription  | Werner Klein           |  | SPD   |
| Troisième circonscription | Gerhard Kneib          |  | CDU   |
| Deuxième circonscription  | Fritz Rudolf Körper    |  | SPD   |
| Troisième circonscription | Lothar Krall           |  | FDP   |
| Quatrième circonscription | Manfred Kramer         |  | CDU   |
| Première circonscription  | Gerhard Krempel        |  | CDU   |
| Deuxième circonscription  | Helga von Kügelgen     |  | CDU   |
| Deuxième circonscription  | Michael Kutscheid      |  | CDU   |
| Deuxième circonscription  | Paul Landsmann         |  | CDU   |
| Troisième circonscription | Hanna-Renate Laurien   |  | CDU   |
| Deuxième circonscription  | Ernst Lautenbach       |  | CDU   |
| Deuxième circonscription  | Günther Leonhart       |  | SPD   |
| Première circonscription  | Theo Lück              |  | SPD   |
| Troisième circonscription | Theo Magin             |  | CDU   |
| Deuxième circonscription  | Edgar Mais             |  | SPD   |
| Deuxième circonscription  | Walter Mallmann        |  | CDU   |
| Deuxième circonscription  | Albrecht Martin        |  | CDU   |
| Première circonscription  | Otto Meyer             |  | CDU   |
| Première circonscription  | Carlheinz Moesta       |  | SPD   |
| Première circonscription  | Fritz Mohr             |  | CDU   |
| Première circonscription  | Konrad Mohr            |  | CDU   |
| Première circonscription  | Lambert Mohr           |  | CDU   |
| Quatrième circonscription | Karl Walter Müller     |  | SPD   |
| Première circonscription  | Dieter Muscheid        |  | SPD   |
| Quatrième circonscription | Clemens Nagel          |  | SPD   |
| Troisième circonscription | Kurt Neumann           |  | SPD   |
| Quatrième circonscription | Fritz Preuss           |  | SPD   |
| Troisième circonscription | Manfred Reimann        |  | SPD   |
| Troisième circonscription | Michael Reitzel        |  | SPD   |
| Troisième circonscription | Elisabeth Rickal       |  | CDU   |
| Quatrième circonscription | Kurt Rocker            |  | CDU   |
| Quatrième circonscription | Willi Rothley          |  | SPD   |
| Troisième circonscription | Rainer Rund            |  | SPD   |
| Première circonscription  | Franz Schaaf           |  | CDU   |
| Troisième circonscription | Fritz Schalk           |  | SPD   |
| Première circonscription  | Rudolf Scharping       |  | SPD   |
| Quatrième circonscription | Walter Schellenberger  |  | FDP   |
| Première circonscription  | Manfred Scherrer       |  | SPD   |
| Quatrième circonscription | Ludwig Schleifer       |  | SPD   |
| Première circonscription  | Ulrich Schmalz         |  | CDU   |
| Quatrième circonscription | Willi Schmidt          |  | SPD   |
| Quatrième circonscription | Helma Schmitt          |  | CDU   |
| Deuxième circonscription  | Walter Schmitt         |  | CDU   |
| Quatrième circonscription | Georg Adolf Schnarr    |  | CDU   |
| Deuxième circonscription  | Anni Schneider         |  | SPD   |
| Deuxième circonscription  | Kurt Schöllhammer      |  | SPD   |
| Première circonscription  | Leo Schönberg          |  | CDU   |
| Troisième circonscription | Hans-Otto Scholl       |  | FDP   |
| Troisième circonscription | Peter Schuler          |  | CDU   |
| Deuxième circonscription  | Wolfgang Schumann      |  | SPD   |
| Quatrième circonscription | Günther Schwamm        |  | SPD   |
| Première circonscription  | Hans Schweitzer        |  | SPD   |
| Première circonscription  | Heinz Sondermann       |  | SPD   |
| Première circonscription  | Gerhard Steffens       |  | CDU   |
| Deuxième circonscription  | Heinrich Studentkowski |  | SPD   |
| Deuxième circonscription  | Otto Theisen           |  | CDU   |
| Troisième circonscription | Karl Thorwirth         |  | SPD   |
| Troisième circonscription | Bernhard Vogel         |  | CDU   |
| Première circonscription  | Heinz Peter Volkert    |  | CDU   |
| Quatrième circonscription | Herbert Waldenberger   |  | CDU   |
| Deuxième circonscription  | Klaus Weinmann         |  | SPD   |
| Quatrième circonscription | Werner Weiß            |  | CDU   |
| Quatrième circonscription | Karl-Heinz Werle       |  | SPD   |
| Troisième circonscription | Karl-Heinz Weyrich     |  | SPD   |
| Troisième circonscription | Hans-Otto Wilhelm      |  | CDU   |
| Première circonscription  | Paul Wingendorf        |  | CDU   |
| Deuxième circonscription  | Wolfgang Wittkowsky    |  | CDU   |
| Deuxième circonscription  | Günther Wollscheid     |  | CDU   |
| Quatrième circonscription | Dieter Ziegler         |  | CDU   |
| Deuxième circonscription  | Robert Zingen          |  | CDU   |
| Troisième circonscription | Walter Zuber           |  | SPD   |